# Franz Xaver Weingärtner

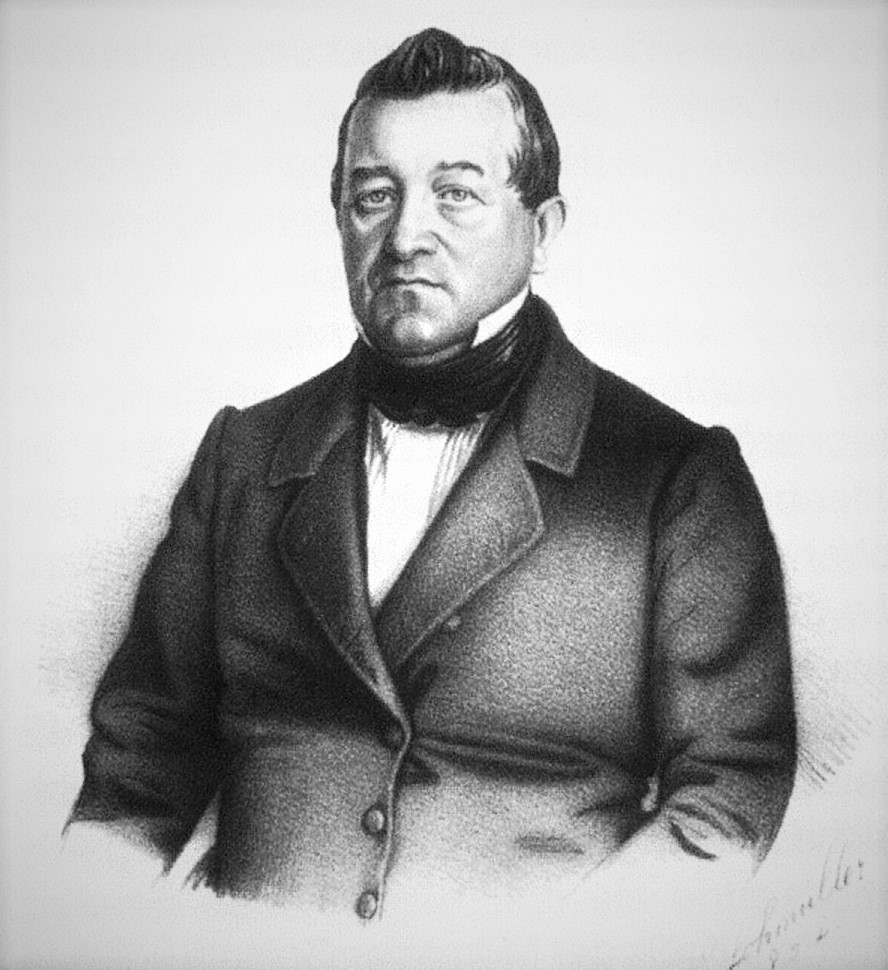
Pfarrer Franz Xaver Weingärtner. Lithographie von Joh. Lohmüller, 1862.

Franz Xaver Weingärtner (* 18. September 1805 in Durmersheim; † 15. September 1867 in Appenweier) war ein katholischer Geistlicher. In Mittelbaden hat er sich u. a. als Gründer der Sparkassen Bruchsal und Oberkirch und als Initiator eines Kinderheimes einen Namen gemacht. Im Murgtal ist er über eine Episode während der Badischen Revolution, der Geiselnahme im Murgtal, als „Pfarrer im Weinfass“ in Erinnerung geblieben. Pfarrer Weingärtner war außerdem Gründungsvorsitzender des heutigen Landesverbandes Badischer Imker e. V.

## Leben

### Herkunft, Ausbildung und erste Berufsjahre
Franz Xaver Weingärtner war das zweite von fünf Kindern des Gastwirts Benedikt Weingärtner und dessen Ehefrau Elisabeth geborene Kary. Die Eltern führten in Durmersheim das Wirtshaus „Zum Engel“ und betrieben eine kleine Bäckerei. Weingärtner studierte ab 1826 katholische Theologie an der Universität Freiburg im Breisgau. Am 6. August 1830 wurde er in Freiburg zum Priester geweiht.
Nach der Ordination war er zunächst Kaplan in Bühl. Wenig später übertrug man ihm in Baden-Baden neben dem Vikariat in der Stadtpfarrei eine Stelle als Lehrer am Pädagogium. Von 1838 bis 1842 übernahm Weingärtner die Aufgabe eines Pfarrverwesers in der Stadtpfarrei Bruchsal. In Baden-Baden hatte er während seines Vikariats die Gründung der dortigen Sparkasse als großen sozialen Fortschritt miterlebt. Kleinanlegern mit niedrigem Einkommen sollte es ermöglicht werden, in gemeinnützigen, öffentlich geschützten Institutionen verzinste Rücklagen für schlechte Zeiten zu bilden. Von dieser Idee begeistert, regte er im Mai 1839 beim Gemeinderat in Bruchsal die Gründung einer Spargesellschaft an. Bereits im März 1840 konnte die Vorläufergesellschaft der heutigen Sparkasse Kraichgau eröffnet werden.

### Badische Revolution: Amtsenthebung und Geiselhaft
Nach zwei Jahren als Pfarrkurator in Balg bei Baden-Baden wurde Weingärtner 1844 als Pfarrer nach Weisenbach im Murgtal versetzt. Weil er sich offenbar öffentlich gegen die badische Revolution des Jahres 1849 positionierte und als Gegner der Revolution zu erkennen gab, wurde er von der Revolutionsregierung mit offizieller Bekanntmachung vom 21. Juni 1849 von seinem Amt suspendiert.

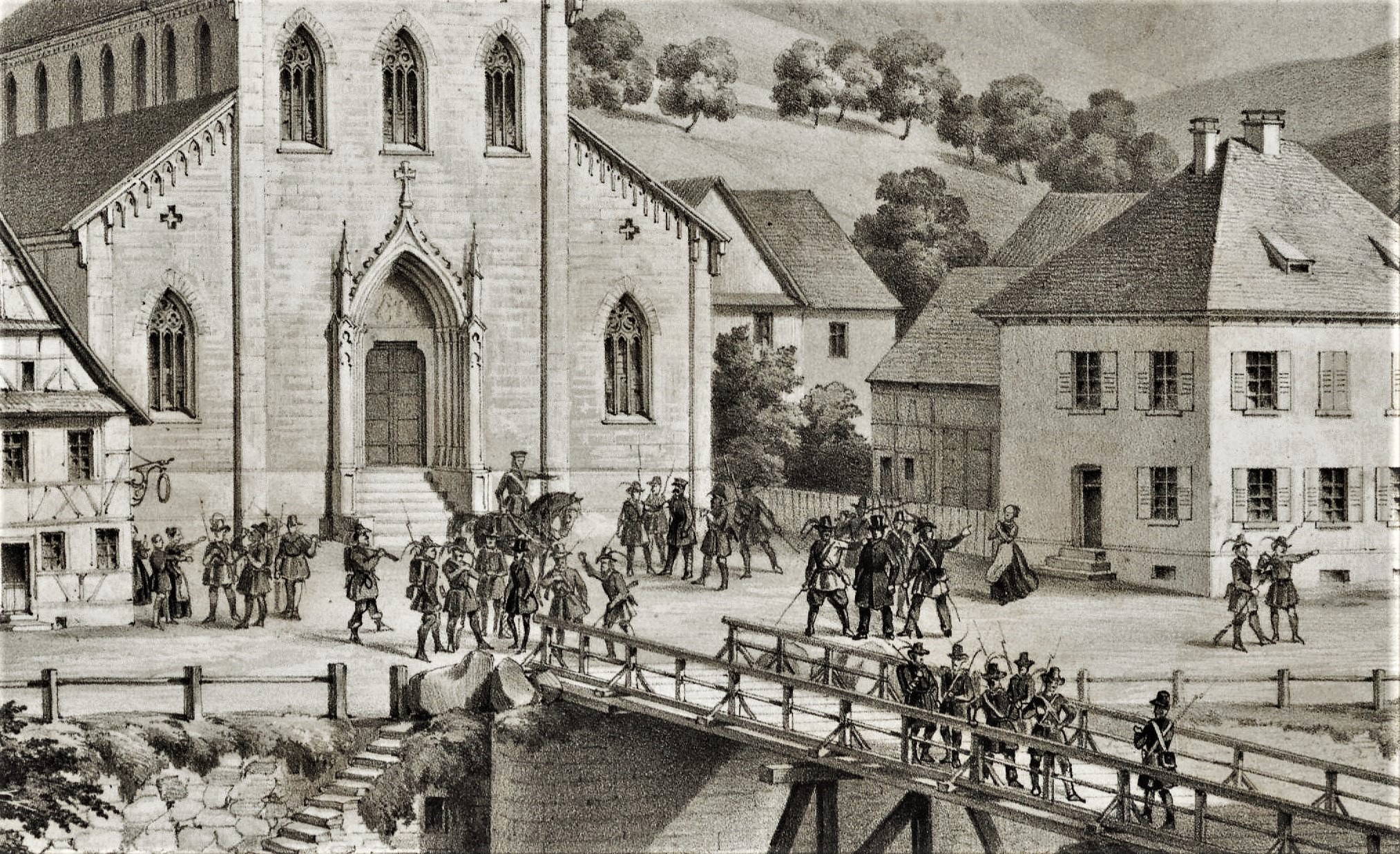
„Weisenbach am 24. Juni 1849“ (Bildausschnitt). Die zeitgenössische Lithografie von Heinrich Dobmann stellt die Festnahme des Pfarrers durch Freischärler unter dem Kommando von Max Dortu dar. Eine detaillierte Beschreibung dieser Szene findet sich bei Franz Xaver Vollmer: Der Traum von der Freiheit. Stuttgart, 1983, S. 396 ff.

Auf Anweisung des revolutionären Innenministeriums wurde Weingärtner am 24. Juni mit zehn weiteren, der Reaktion verdächtigten Beamten und Geistlichen aus dem Murgtal verhaftet und in Geiselhaft genommen. Die Durchführung der Festnahmen oblag dem Kommandeur der Murgtäler Volkswehreinheiten, Major Maximilian Dortu, der für sein hartes Durchgreifen gegen vermeintliche oder tatsächliche Reaktionäre gefürchtet und berüchtigt war. Um der drohenden Verhaftung zu entgehen, soll sich der Pfarrer vor seiner Ergreifung zwei Wochen lang in einem großen Weinfass im Pfarrkeller versteckt gehalten haben. Die Pfarrhaushälterin hätte ihn heimlich mit Lebensmitteln versorgt.
Die festgenommenen Murgtäler Bürger wurden zunächst in der Festung Rastatt interniert und einige Tage später nach Freiburg verbracht. Die Revolutionäre betrachteten ihre Gefangenen als Geiseln, die zur Durchsetzung von Forderungen gegen die zur Niederschlagung der Revolution vorrückenden preußischen Interventionstruppen eingesetzt werden sollten. In Rastatt entgingen die Internierten nur knapp einem mordenden Lynchmob, der auf den Straßen der Festung eine Hetzjagd auf vermeintliche Reaktionäre, Verräter oder Spione machte. Das rechtzeitige und besonnene Eingreifen der Revolutionsführer Amand Goegg in Rastatt und Carl Damm in Freiburg beendete schließlich nach sechs Tagen die widerrechtliche Geiselhaft und führte am 30. Juni zur Freilassung der Gefangenen.

### Stadtpfarrer von Oberkirch

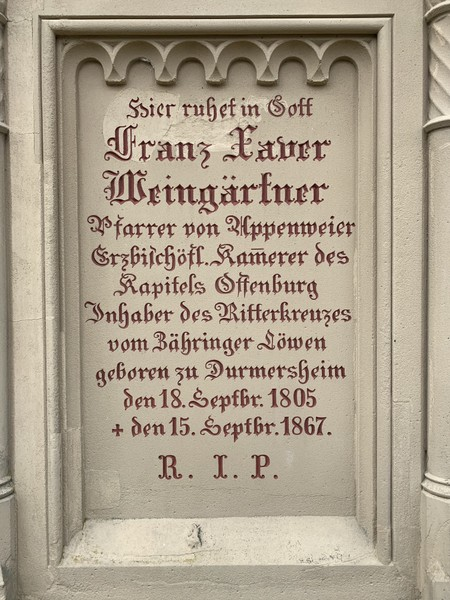
Inschrift am Grabmal von Franz Xaver Weingärtner auf dem Friedhof von Appenweier. Die kleine Biene am Fuß der Inschrift ist eine Reminiszenz an den Bienenzüchter und Imker.

1850 wurde Weingärtner Stadtpfarrer von Oberkirch und als Schuldekan mit der kirchlichen Aufsicht über die Schulen in den Gemeinden des Renchtals beauftragt. Drei Jahre später gründete er in Oberkirch wiederum eine Spargesellschaft, die spätere örtliche Sparkasse, deren Verwaltungsratsvorsitz ihm übertragen wurde. Im Jahr 1856 veranlasste Weingärtner die Errichtung eines „Heimes für uneheliche und verwahrloste Kinder“.
Die Auswirkungen des in der Mitte der fünfziger Jahre aufflammenden Badischen Kulturkampfs wurden zu einer besonderen Herausforderung für die pastoralen Aktivitäten Weingärtners in Oberkirch. Antiklerikale Tendenzen in bürgerlich-liberalen Kreisen, der öffentlichen Verwaltung und den politischen Gremien der Stadt erschwerten oder verhinderten in der Folgezeit kirchliche Initiativen. So wurde die Umwandlung des von alleinstehenden, christlichen Frauen geführten Kinderheimes in einen Franziskanerinnenorden vom Oberkircher Gemeinderat mit einer wenig glaubwürdigen Begründung abgelehnt.
1857 rief Pfarrer Weingärtner den „Katholischen Gesellenverein Oberkirch“ ins Leben, der als Teil der aufstrebenden Katholischen Arbeiterbewegung eine wichtige Stütze der sozialfürsorgerischen und seelsorgerlichen Tätigkeit im Renchtal wurde. Der im gleichen Jahr gegründete „Badische Landesverein für Bienenzucht“ erwählte Weingärtner wegen seiner „überzeugenden Führungsqualitäten und seines integrativen Geistes“ zum Gründungsvorsitzenden. Auch die Neuerrichtung der im neoromanischen Stil erbauten Pfarrkirche St. Cyriak fällt in die Amtszeit von Pfarrer Weingärtner.
Neben seiner Tätigkeit als erzbischöflicher Kämmerer für das Kapitel Offenburg war Weingärtner in seinen letzten beiden Lebensjahren Pfarrer in Appenweier, wo er auch seine letzte Ruhe gefunden hat.

## Ehrungen
- Für seine besonderen Verdienste wurde Pfarrer Weingärtner 1865 von Großherzog Friedrich I. mit dem Ritterkreuz des Ordens vom Zähringer Löwen ausgezeichnet.[27]
- In Oberkirch wurden die Weingärtnerstraße und ein Seniorenwohnheim, das Weingärtnerhaus, nach Franz Xaver Weingärtner benannt.